# Campi di concentramento per slavi
Per Campi di concentramento per slavi si intendono i campi di concentramento aperti durante la seconda guerra mondiale in diverse località italiane o occupate dal Regno d'Italia nel corso del conflitto. I campi furono spesso adibiti al lavoro coatto o come campi di smistamento. Nei campi vennero rinchiusi sia abitanti slavi dell'occupato Regno di Jugoslavia, sia gli appartenenti alle minoranze slave del Regno d'Italia, come quelle presenti nella Venezia Euganea (Friuli), nella Venezia Giulia e nella città di Zara (i cosiddetti "allogeni" o "alloglotti") oltre ad alcuni antifascisti italiani. Molti degli internati, fra cui anche donne, bambini ed anziani morirono per inedia, malattie o torture all'interno dei campi.

## Campi di concentramento
Nelle tabelle con la terminologia allogeni venivano indicate dal governo italiano le minoranze slovena e croata delle zone divenute italiane dopo la prima guerra mondiale.

### Campi di concentramento in territori attualmente non italiani
| Nome del campo    | Città                                  | Tipo di campo                                   | Tipologia di internati | internati (stima) | Campo istituito da                  | Direttori | Operatività                     |
| ----------------- | -------------------------------------- | ----------------------------------------------- | --- | ----------------- | ----------------------------------- | --- | ------------------------------- |
| Arbe              | Arbe, Dalmazia (oggi in Croazia)       | Lager                                           | Civili uomini, donne, bambini, ebrei, sloveni, croati, si caratterizzò per la durezza del trattamento riservato agli internati di etnia slava | 10000/15000       | Ministero dell'Interno              | Colonnello dei Carabinieri Vincenzo Cuiuli                                                                                           | giugno 1942 – 17 settembre 1943 |
| Fiume             | Fiume (Caserma Diaz)                   | Campo di internamento e smistamento             | Slavi ed oppositori che non erano più detenibili in campi limitrofi per questioni di spazi carenti                                            | 3500 persone      |                                     | |                                 |
| Mamula            | Cattaro, Dalmazia (oggi in Montenegro) | Lager                                           | Civili uomini e donne | 540               | Ministero dell'Interno              | Colonnello P. Pasquini, Col. P. Rivaria, Col. G. Prolaran                                                                            | giugno 1942 - 30 giugno 1943    |
| Melàda            | Zara, Dalmazia (oggi in Croazia)       | Lager                                           | Civili uomini, donne, vecchi e bambini | 2400*             | Governatorato Civile della Dalmazia | Commissario Leonardo Fantoli, Carlo Sommer                                                                                           | giugno 1942 - 9 settembre 1943  |
| Zlarino           | Zara, Dalmazia (oggi in Croazia)       | Lager per rastrellati politici e loro familiari | Civili | 1652*             | Ministero dell'Interno              | Comandante della 173ª Sezione Regi Carabinieri della Divisione "Eugenio di Savoia", in seguito il Tenente Colonnello Umberto Ransava | marzo 1943 - 15 giugno 1943     |
| Bakar Buccari     |                                        |                                                 | |                   |                                     | |                                 |
| Kraljevica Potorc |                                        |                                                 | |                   |                                     | |                                 |
| Vodice            |                                        |                                                 | |                   |                                     | |                                 |
| Osljak (Calugerà) |                                        | Campo di Transito                               | |                   |                                     | |                                 |
| Divulje           |                                        |                                                 | |                   |                                     | |                                 |
| Uljan             |                                        |                                                 | |                   |                                     | |                                 |
| Molat (Melada)    | Zara, Dalmazia (oggi in Croazia)       | Lager                                           | Civili uomini, donne, vecchi e bambini | 2400*             | Governatorato Civile della Dalmazia | Commissario Leonardo Fantoli, Carlo Sommer                                                                                           | giugno 1942 - 9 settembre 1943  |
| Bar/Antivari      |                                        |                                                 | |                   |                                     | |                                 |
| Prevlaka          |                                        |                                                 | |                   |                                     | |                                 |
| Perzagno          |                                        |                                                 | |                   |                                     | |                                 |
| Zabjelo           |                                        |                                                 | |                   |                                     | |                                 |

### Campi di concentramento per slavi in Italia od in zone di confine
I campi di concentramento sottoelencati in generale non tenevano in prigionia esclusivamente slavi ma si può notare in quasi tutti una presenza accertata di slavi e/o allogeni mentre per il campo di Lanciano si hanno indicazioni generiche che non escludono né confermano presenza di slavi. Ovviamente si hanno più carenti informazioni sui "Campi di concentramento in territori attualmente non italiani" e quindi dal relativo tabellone rispetto a quelli "in Italia e zone di confine". Tornando al tabellone sottostante [non contando quelli con internati di non chiara etnia come Lanciano] si ha presenza di Slavi ed "allogeni" in circa 50 campi.
| Nome del campo                        | Città                          | Tipo di campo | Tipologia di internati | internati (stima) | Campo istituito da                                                                                              | Direttori | Operatività                        |
| ------------------------------------- | ------------------------------ | --- | --- | ----------------- | --- | --- | ---------------------------------- |
| Fertilia                              | Alghero, Sardegna              | Lager per slavi dell'internamento civile parallelo | Civili, per lo più croati | 300               | Ministero dell'Interno                                                                                          | Arma dei Carabinieri | gennaio 1943 - agosto 1943         |
| Renicci (Anghiari)                    | Arezzo, Toscana                | Lager | Civili dai 12 ai 70 anni, per la maggior parte civili jugoslavi | 3950*             | Ministero dell'Interno                                                                                          | Colonnello Giuseppe Pistone, Colonnello Firenzuola, Maggiore Rossi | 7 ottobre 1942 - aprile 1945       |
| Chiesanuova                           | Padova, Veneto                 | Lager per slavi dell'internamento civile parallelo | Civili jugoslavi, soprattutto croati | 3500*             | Ministero dell'Interno                                                                                          | Colonnello Dante Caporali | 15 agosto 1942 - 1º luglio 1943    |
| Monigo                                | Treviso, Veneto                | Lager per slavi dell'internamento civile parallelo | Civili jugoslavi | 3464*             | Ministero dell'Interno                                                                                          | Tenente Colonnello dei Carabinieri Alfredo Anceschi aiutato dal Capitano Eliseo Signorini | 2 luglio 1942 - 8 settembre 1943   |
| Gonars                                | Udine, Friuli-Venezia Giulia   | Lager per slavi dell'internamento civile parallelo | Civili jugoslavi | 6500*             | Ministero dell'Interno                                                                                          | Tenente Colonnello Eugenio Vicedomini, Cesare Marioni, Ignazio Fragapane, Gustavo De Dominicis, Arturo Macchi | ottobre 1941 - 19 ottobre 1943     |
| Cighino                               | Gorizia, Friuli-Venezia Giulia | Lager per slavi dell'internamento civile parallelo | Civili rastrellati nella provincia di Lubiana | 600               | Ministero dell'Interno                                                                                          | Colonnello Francesco De Ruvo | 6 marzo 1942 - aprile 1942         |
| Visco                                 | Udine, Friuli-Venezia Giulia   | Lager per slavi dell'internamento civile parallelo | Civili jugoslavi | 3272*             | Ministero dell'Interno                                                                                          | Tenente Colonnello dei carabinieri Salvatore Bonofiglio | gennaio 1943 - 11 settembre 1943   |
| Poggio Terzarmata                     | Gorizia, Friuli-Venezia Giulia | Lager per slavi dell'internamento civile parallelo | Civili jugoslavi e italiani | n\a               | Ministero dell'Interno, Prefettura di Gorizia, Ispettorato Speciale di Pubblica Sicurezza per la Venezia Giulia | n\a | settembre 1942 - 9 settembre 1943  |
| Tremiti                               | Foggia, Puglia                 | Lager | Ebrei, "italiani pericolosi" (oppositori politici ma anche pregiudicati per reati comuni, "allogeni" slavi e individui sospettati di spionaggio e di "attività antinazionale"), omosessuali                                                                                           | 1300              | Ministero dell'Interno                                                                                          | Coviello | settembre 1940 - estate 1943       |
| Manfredonia                           | Foggia, Puglia                 | Lager | Civili, "italiani pericolosi" (oppositori politici ma anche pregiudicati per reati comuni, "allogeni" slavi e individui sospettati di spionaggio e di "attività antinazionale"), rastrellati, ebrei, apolidi                                                                          | 228               | Ministero dell'Interno                                                                                          | funzionario di pubblica sicurezza Guido Celentano, quindi Rosario Stabile | 16 giugno 1940 - 9 settembre 1943  |
| Pisticci                              | Matera, Basilicata             | Lager | Civili condannati dal Tribunale Speciale e sottoposti a internamento, "italiani pericolosi (oppositori politici, ma anche pregiudicati per reati comuni, "allogeni" slavi e individui sospettati di spionaggio e di "attività antinazionale"), polacchi, ufficiali greci, slavi       | 997               | Ministero dell'Interno                                                                                          | Eugenio Parrini (da alcuni internati definito fanatico sostenitore del duce e fervente filonazista | 1940 - 13 settembre 1943           |
| Montefiore Irpino                     | Avellino, Campania             | Lager | "Italiani pericolosi" (oppositori politici, ma anche pregiudicati per reati comuni, "allogeni" slavi e individui sospettati di spionaggio e di "attività antinazionale") | 104               | Ministero dell'Interno                                                                                          | n\a | giugno 1940 - ottobre 1943         |
| Campagna                              | Salerno, Campania              | Lager | "Sudditi nemici" inglesi e francesi, ebrei italiani, ebrei stranieri, apolidi, tedeschi, austriaci, polacchi, fiumani, cecoslovacchi, jugoslavi | 369               | Ministero dell'Interno                                                                                          | Commissario di pubblica sicurezza Eugenio De Paoli, Maiello, Carrozzo | 15 giugno 1940 - 19 settembre 1943 |
| Ariano Irpino                         | Avellino, Campania             | Lager | "Italiani pericolosi" (oppositori politici, ma anche pregiudicati per reati comuni, "allogeni" slavi e individui sospettati di spionaggio e di "attività antinazionale"), "allogeni" della Venezia Giulia                                                                             | 86                | Ministero dell'Interno                                                                                          | Commissario di pubblica sicurezza Vito Pirozzi | luglio 1940 - 9 settembre 1943     |
| Tossicia                              | Teramo, Abruzzo                | Lager | Ebrei stranieri, Cinesi, zingari jugoslavi | 127               | Ministero dell'Interno                                                                                          | n\a | novembre 1941 - 26 settembre 1943  |
| Tortoreto                             | Teramo, Abruzzo                | Lager | Ebrei stranieri, apolidi, "allogeni" della Venezia Giulia, italiani responsabili di infrazioni annonarie | 114               | Ministero dell'Interno                                                                                          | Funzionario di pubblica sicurezza Attilio Capurro, Amerigo Amelio | luglio 1940 - 6 settembre 1943     |
| Notaresco                             | Teramo, Abruzzo                | Lager | Ebrei stranieri, apolidi, civili italiani e stranieri | 96                | Ministero dell'Interno                                                                                          | n\a | 13 luglio 1940 - gennaio 1944      |
| Nereto                                | Teramo, Abruzzo                | Lager | Ebrei stranieri, apolidi, "allogeni" della Venezia Giulia, "italiani pericolosi"(oppositori politici, ma anche pregiudicati per reati comuni, "allogeni" slavi e individui sospettati di spionaggio e di "attività antinazionale"), jugoslavi, "sudditi nemici"                       | 200               | Ministero dell'Interno                                                                                          | Commissario Francesco Alongi | 17 giugno 1940 - 1º febbraio 1944  |
| Lanciano                              | Chieti, Abruzzo                | Lager | Donne straniere appartenenti alla categoria dei "sudditi nemici", e degli "ebrei stranieri" | 75                | Ministero dell'Interno                                                                                          | Podestà locale Raffaele Di Guglielmo, seguito dal Commissario per la pubblica sicurezza Eduino Pistone, Olindo Tiberi Pasqualoni, Domenico Palermo, Carmine Medici e Giuseppe Franco. Assisteva la co-direttrice Rosa Pace, quindi Marisa Marfisi | luglio 1940 - settembre 1943       |
| Isernia                               | Campobasso, Molise             | Lager | "Italiani pericolosi"(oppositori politici, ma anche pregiudicati per reati comuni, "allogeni" slavi e individui sospettati di spionaggio e di "attività antinazionale"), jugoslavi, "sudditi nemici", ebrei italiani e stranieri, civili italiani e stranieri                         | 139               | Ministero dell'Interno                                                                                          | Commissario di pubblica sicurezza Guido Renzoni, Pasquale Morra | ottobre 1940 - settembre 1943      |
| Corropoli                             | Teramo, Abruzzo                | Lager | "Italiani pericolosi"(oppositori politici, ma anche pregiudicati per reati comuni, "allogeni" slavi e individui sospettati di spionaggio e di "attività antinazionale"), ebrei stranieri, civili greci, "sudditi nemici" britannici, jugoslavi                                        | 165               | Ministero dell'Interno                                                                                          | n/a | 1º febbraio 1941 - maggio 1944     |
| Civitella del Tronto                  | Teramo, Abruzzo                | Lager | Civili greci, "sudditi nemici" britannici, belga, cinesi | 186               | Ministero dell'Interno                                                                                          | Funzionario di pubblica sicurezza Mario Gagliardi, Giovanni Cardinale, Giuseppe Franco, Domenico Palermo, Francesco Mariniello | 4 settembre 1940 - maggio 1944     |
| Città Sant'Angelo                     | Pescara, Abruzzo               | Lager | Civili jugoslavi | 135               | Ministero dell'Interno                                                                                          | n\a | giugno 1940 - 8 settembre 1943     |
| Agnone                                | Campobasso, Molise             | Lager | "Sudditi nemici" (soprattutto cecoslovacchi e britannici), ebrei stranieri (soprattutto tedeschi e austriaci). In seguito il campo divenne misto (i prigionieri erano uomini e donne) ed "ospitò" zingari jugoslavi                                                                   | 155               | Ministero dell'Interno                                                                                          | Commissario di pubblica sicurezza Guglielmo Casale | 14 luglio 1940 - 21 giugno 1943    |
| Bagno a Ripoli                        | Firenze, Toscana               | Lager | Ebrei stranieri e italiani, apolidi, "sudditi nemici" (inglesi, francesi, greci, norvegesi, russi in particolare) | 180               | Ministero dell'Interno                                                                                          | Commissario di pubblica sicurezza Pasquale de Pasquale, Fernando di Donna, Domenico Cecchetti, Mario Cecioni | luglio 1940 - 22 settembre 1943    |
| Montalbano/Rovezzano                  | Firenze, Toscana               | Lager | "Italiani pericolosi" (oppositori politici, ma anche pregiudicati per reati comuni, "allogeni" slavi e individui sospettati di spionaggio e di "attività antinazionale"), jugoslavi                                                                                                   | 56                | Ministero dell'Interno                                                                                          | Commissario Domenico Cecchetti | maggio 1941 - estate 1944          |
| Civitella della Chiana/ Villa Oliveto | Arezzo, Toscana                | Lager | "sudditi nemici", ebrei stranieri, prigionieri inglesi deportati dalla Libia | 90                | Ministero dell'Interno                                                                                          | Ufficiale di pubblica sicurezza Amedeo Mascio, Vincenzo Gullino, Ferdinando Longhi, Carlo Vitti, Carmelo Giardina, Francesco Garofano | luglio 1940 - 9 giugno 1944        |
| Fabriano                              | Ancona, Marche                 | Lager | "Italiani pericolosi" (oppositori politici, ma anche pregiudicati per reati comuni, "allogeni" slavi e individui sospettati di spionaggio e di "attività antinazionale"), jugoslavi                                                                                                   | 90                | Ministero dell'Interno                                                                                          | funzionario di pubblica sicurezza Antonio Vecchio, "sorvegliato" dai carabinieri | settembre 1940 - aprile 1944       |
| Petriolo                              | Macerata, Marche               | Lager | esclusivamente per donne, "suddite nemiche" ed "ebree straniere" | 30                | Ministero dell'Interno                                                                                          | n\a | dicembre 1942 - settembre 1943     |
| Pollenza                              | Macerata, Marche               | Lager | per donne, "suddite nemiche" ed "ebree straniere" | 103               | Ministero dell'Interno                                                                                          | Nicola Lorito | giugno 1940 - marzo 1944           |
| Sassoferrato                          | Ancona, Marche                 | Lager | "allogeni" e jugoslavi | 60                | Ministero dell'Interno                                                                                          | funzionario di pubblica sicurezza Antonio Vecchio | agosto 1942 - 15 settembre 1943    |
| Urbisaglia                            | Macerata, Marche               | Lager | ebrei italiani, ebrei stranieri, apolidi, jugoslavi, "allogeni" | 123               | Ministero dell'Interno                                                                                          | funzionari di pubblica sicurezza Mario Bitozzi, Giuseppe Franco, Paolo Spetta, Umberto Leproni. Il campo era sorvegliato dai carabinieri | giugno 1940 - 23 ottobre 1943      |
| Fossoli                               | Carpi, Emilia-Romagna          | campo per prigionieri di guerra alleati dal 1942 al 1943, lager per ebrei dal 1943 al 1944, Polizei- und Durchgangslager nel 1944, campo di raccolta per mano d'opera per la Germania nel 1944 | "Italiani pericolosi" (oppositori politici, ma anche pregiudicati per reati comuni, "allogeni" slavi e individui sospettati di spionaggio e di "attività antinazionale"), jugoslavi, prigionieri di guerra, ebrei italiani (fra cui Primo Levi) e stranieri, civili, "sudditi" nemici | oltre 5000*       | Ministero dell'Interno                                                                                          | n\a | 1942 – 1945                        |
| Scipione                              | Parma, Emilia-Romagna          | Lager | "Italiani pericolosi" (oppositori politici, ma anche pregiudicati per reati comuni, "allogeni" slavi e individui sospettati di spionaggio e di "attività antinazionale"), ebrei stranieri, "sudditi" nemici                                                                           | 173               | Ministero dell'Interno                                                                                          | n\a Il campo era sorvegliato adi carabinieri | luglio 1940 - settembre 1940       |
| Risiera di San Sabba                  | Trieste, Friuli-Venezia Giulia | lager | "Italiani pericolosi" (oppositori politici, ma anche pregiudicati per reati comuni, "allogeni" slavi e individui sospettati di spionaggio e di "attività antinazionale"), ebrei italiani e stranieri, "sudditi" nemici, jugoslavi, civili rastrellati, prigionieri di guerra,         | circa 25000*      | III Reich | Commissario austriaco Friedrich Rainer | 20 ottobre 1943 – 29 aprile 1945   |
| Bolzano                               | Bolzano, Trentino-Alto Adige   | lager | "Italiani pericolosi" (oppositori politici, ma anche pregiudicati per reati comuni, "allogeni" slavi e individui sospettati di spionaggio e di "attività antinazionale"), ebrei italiani e stranieri, "sudditi" nemici, zingari, civili rastrellati                                   | 11.116*           | Ministero dell'Interno                                                                                          | Tenente Titho, Maresciallo Haage | maggio 1944 – maggio 1945          |

### I campi di concentramento di Gonars e Rab
(Giorgio Bocca)
Di particolare rilievo fra i campi riservati agli slavi, furono il Campo di concentramento di Arbe e quello di Gonars.

### Saggi e altri testi
- Tone Ferenc La provincia "italiana" di Lubiana: documenti 1941–1942, Istituto friulano per la storia del movimento di liberazione fondato da Ercole Miani, 1994
- Tone Ferenc, Ravel Kodrič, Damijan Guštin, Nevenka Troha, Neupogljivi zakon Rima: fasizem in osvobodilni boj primorskih Slovencev 1941–1943 (la legge inflessibile di Roma: il fascismo e la lotta di liberazione degli Sloveni nella Venezia Giulia 1941–1943), pubblicato da Društvo piscev zgodovine NOB, 2004, ISBN 961604933X, ISBN 9789616049337
- Tone Ferenc, Pavel Kodrič, Si ammazza troppo poco: condannati a morte, ostaggi, passati per le armi nella provincia di Lubiana, 1941–1943[1], pubblicato da Società degli scrittori della storia della Lotta di Liberazione, 1999, ISBN 9619026160, ISBN 9789619026168
- Tone Ferenc, La provincia 'italiana' di Lubiana, documenti 1941–1942. Studi e documenti, pubblicato dall'Istituto friulano per la storia del movimento di Liberazione, 1994
- Elio Apih, Italia: fascismo e antifascismo nella Venezia Giulia (1918–1943)
- Costantino Di Sante, I campi di concentramento in Italia: dall'internamento alla deportazione, Milano, F. Angeli, 2001, ISBN 88-464-2693-2
- Daniele Finzi, La vita quotidiana di un campo di concentramento fascista: ribelli sloveni, Roma, Carocci, 2004, ISBN 88-430-3153-8
- Carlo Spartaco Capogreco, I campi del duce, Einaudi Torino 2004
- Alessandra Kersevan, Lager italiani: pulizia etnica e campi di concentramento fascisti per civili jugoslavi 1941–1943, Roma, Nutrimenti, 2008, ISBN 978-88-88389-94-3
- Alessandra Kersevan, Un campo di concentramento fascista. Gonars 1942-1943, Udine, KappaVu, 2010 ISBN 978-88-89808-70-2
- Lutz Klinkhammer e Filippo Focardi, La questione dei criminali di guerra italiani e una commissione d'inchiesta dimenticata, Fondo Gasparotto presso Fondazione ISEC (Istituto per la Storia dell'Età Contemporanea, Sesto S.Giovanni, Mi).
- War Crimes Commission ONU, Crowcass (Central register of war criminals and security sospects) presso Wiener Library, Londra (databile 1945?), rintracciato dalla storica Caterina Abbati
- Filippo Focardi, La memoria della guerra e il mito del "bravo italiano": origine e affermazione di un autoritratto collettivo, in "Italia Contemporanea", n. 220-221, settembre-dicembre 2000, pp. 393–399.
- Filippo Focardi, Lutz Klinkhammer, La questione dei "criminali di guerra" italiani e una Commissione di inchiesta dimenticata, in "Contemporanea", a. IV, n.3, luglio 2001, pp. 497–528.
- Mimmo Franzinelli, Salvate quei generali! Ad ogni costo e La memoria censurata, in Millenovecento, n. 3, gennaio 2003, pp. 112–120.
- Dino Renato Nardelli e Giovanni Kaczmarek, Montenegrini internati a Campello e Colfiorito (1942-1943), EU, Foligno 2011.
- Franz Potocnik Il campo di sterminio fascista: l'isola di Rab a cura dell'ANPI, Torino 1979 dall'originale sloveno della casa editrice "Lipa", Capodistria
- don Pietro Brignoli Santa Messa per i miei fucilati, Arterigere-EsseZeta, Varese 2005
- Enrico Vigna, La politica e i crimini di guerra dell'Italia fascista in Jugoslavia, Longanesi 1974
- Renzo De Felice, Storia degli ebrei italiani sotto il fascismo, Einaudi, 2005
- GOBBO Davide, L'Occupazione fascista della Jugoslavia e i campi di concentramento per civili jugoslavi in Veneto - Chiesanuova e Monigo (1942-1943), Centro studi E. Luccini, Padova, 2011 - Il capitolo inerente al Campo di PD-Chiesanuova si basa sulle ricerche di Cecchinato Silvio e del compianto dott. Franco Biasia.
- CECCHINATO Silvio, Prefazione "Tra Pianti, Pianti, Pianti...", Parte 1 - Un Campo per Slavi in Padova Chiesanuona
- CECCHINATO Silvio, La Costruzione del Campo, Parte 3 - Un Campo per Slavi in Padova Chiesanuova-premio  Negrello Bassano del Grappa (VI) 2005

### Articoli da La Repubblica
- da La Repubblica Un lager a tre chilometri da Anghiari di SIMONA POLI
- da La Repubblica Quando gli italiani uccidevano parlano i superstiti del lager di Arbe di Riccardo Stagliano
- da La Repubblica LAGER CAMPANIA di VALERIA CALICCHIO
- da La Repubblica I volenterosi carnefici del Duce di Paolo Rumiz
- da La Repubblica La Casa rossa e il triangolo viola storia dei campi della vergogna di ANTONIO DI GIACOMO
- Processo al nazista Seifert killer del lager di Bolzano di ENRICO BONERANDI da La Repubblica
- Galluccio racconta i lager dei fascisti da La Repubblica
- se un bambino vede i fascisti di GUIDO CRAINZ da La Repubblica
- IL CASO PAHOR Il lager visto dal bosco di PAOLO RUMIZ da La Repubblica
- LAGER IN AFFITTO di ALESSANDRA LONGO da La Repubblica
- LA REGIONE CALABRIA DOPO QUARANT' ANNI RICORDA IL LAGER DI FERRAMONTI, su ricerca.repubblica.it. URL consultato il 26 febbraio 2010 (archiviato dall'url originale il 2 ottobre 2015).
- PAPA WOJTYLA FACCIA LUCE SUL BOTTINO DEI FASCISTI CROATI di Marco Politi
- il nuovo libro di Giorgio Bocca

### Documentari
- BBC, Fascist Legacy, Londra 1990. documentario di Ken Kirby, curato dallo storico Michael Palumbo
- https://www.youtube.com/watch?v=XFhNWbINEI8 Documentario un Campo per Slavi in Padova Chiesanuova di Bonadonna-Biasia-Cecchinato. BIASIA dott. Franco, Il campo di concentramento per internati civili di Chiesanuova-Padova, in "La Lampada" n. 3-aprile 2009 p. 14,15,16,17.  http://commons.wikimedia.org/wiki/File:BIASIA_Franco_La_Lampada_n.3_aprile_p._14.pdf http://commons.wikimedia.org/wiki/File:BIASIA_Franco_La_Lampada_n.3_aprile_2009_p._15.pdf http://commons.wikimedia.org/wiki/File:BIASIA_Franco_La_Lampada_n.3_aprile_2009_p._16.pdf http://commons.wikimedia.org/wiki/File:BIASIA_Franco_La_Lampada_n._3_aprile_2009_p._17.pdf